# Franz Hafner (Theaterleiter)
Franz Hafner (* 1912; † 1999) war ein deutscher Schauspieler, Regisseur und Leiter des Berchtesgadener Bauerntheaters.

## Leben
Hafner absolvierte eine Gesangs- und Schauspielausbildung. Ab 1949 führte er das Berchtesgadener Bauerntheater, modernisierte und vergrößerte es. Mit seiner Übernahme der Theaterleitung knüpfte das Berchtesgadener Bauerntheater nicht nur an dessen Vorkriegserfolge an, sondern steigerte sogar sein Renommee. Allein bis 1982 inszenierte Hafner 93 Uraufführungen und insgesamt 322 Stücke – hauptsächlich Komödien und Lustspiele, daneben aber auch ernste Schauspiele. Unter seiner Direktion, zumeist auch unter seiner Regie und seiner Beteiligung als Schauspieler, wurden ab 1965 einige Inszenierungen des Berchtesgadener Bauerntheaters für das Fernsehen aufgezeichnet und im ZDF übertragen. Daneben trat er auch im Berchtesgadener Bauerntheater und außerhalb als Sänger bayrischer Volkslieder auf, u. a. beim Salzburger Adventssingen, wofür er mit dem „Stern von Bethlehem“ bedacht wurde. 1983 gab er die Leitung des Bauerntheaters ab.
Neben seinem Wirken am Berchtesgadener Bauerntheater war Hafner auch von 1966 bis 1972 Gemeinderat in der heutigen Berchtesgadener Gemarkung Au sowie von 1972 bis 1978 in Berchtesgaden selbst. 1973 wurde er mit dem  Verdienstkreuz am Bande der Bundesrepublik Deutschland ausgezeichnet.
Die Grabstätte von Franz Hafner ist auf dem Alten Friedhof in Berchtesgaden.

## Ehrungen
- 1973: Verdienstkreuz am Bande der Bundesrepublik Deutschland[1]

## Inszenierungen fürs Fernsehen (Auswahl)
In den von ihm inszenierten Volksstücken wirkte er nicht selten auch als Schauspieler mit – u. a. in:
- Max Werner: Stille Nacht, heilige Nacht (1967)[3]
- Maximilian Vitus: Thomas auf der Himmelsleiter (1967)[4]
- Franz Schaurer: Urlaub vom Doppelbett (1970) (u. a. mit Edith Hancke als Anna und Max Strecker als Bruno Geiger).[5]
- Hans Dengel: Vetternwirtschaft (1976)[6]
- Franz Schaurer: Opa macht Dummheiten (1978)[7]

## Plattenaufnahmen
Als Interpret wird Franz Hafner für folgende Aufnahmen mitaufgeführt:
- Salzburger Adventsingen 2, vermutlich Teil des Tobi-Reiser-Quintetts, zus. mit  Wilhelm Keller, Richard Moder, Paul Hofhaimer, umrahmt mit Lesungen von Karl Heinrich Waggerl. Christophorus-Verlag, Freiburg im Breisgau 196?, CGLP 75 852.
- Bertesgadener Liebfrauenmesse.[9] Originalaufnahmen aus der Ramsauer Wallfahrtskirche Maria Kunterweg. Zus. mit Corbinian Rother ist Franz Hafner selbst als Sprecher, Sänger und Direktor aufgeführt. Philips 423 438 PE. Aufnahme- und Erscheinungsjahr unbekannt.